# LEW IV-KP1
Die elektrische Tagebaulokomotive IV-KP1 wurde bei Lokomotivbau Elektrotechnische Werke „Hans Beimler“ Hennigsdorf in der Zeit von 1949 bis 1956 in 289 bekannten Exemplaren gefertigt. Sie wurden als Reparationsleistung gefertigt. Nach der Auslieferung wurden 20 weitere Lokomotiven als Reihe IV-KP2 in sowjetischen Lokomotivfabriken gebaut.

## Geschichte
Die Maschinen waren die ersten elektrischen Lokomotiven des Lokomotivbau Elektrotechnische Werke „Hans Beimler“ Hennigsdorf am alten Standort der AEG in Hennigsdorf bei Berlin. Die Fertigung erfolgte zunächst im Gebäude des Rahmenbaues von AEG, das Hauptgebäude war im Rahmen der Reparationen demontiert worden. Die erste Lokomotive hatte noch ein anderes Aussehen. Von 1949 bis 1956 entstanden 289 Lokomotiven, die in die Sowjetunion exportiert wurden.
Während ihrer langen Einsatzdauer wurden an den Lokomotiven zahlreiche Änderungen durchgeführt; so wurden die Fahrmotoren gegen solche aus heimischer Produktion getauscht, elektropneumatische Schütze und Treibräder aus heimischer Produktion wurden eingebaut. Eingesetzt wurden die Lokomotiven besonders im Rangierbereich bei Wagenübergabestellen, in Steinbrüchen oder als Lokomotiven in Stahlwerken. Konkrete Einsatzfelder sind der Tagebau Korkinsky, das Stahlwerk Magnitogorsk oder die Kupferhütte Balqasch. Um die relativ kleinen Fahrzeuge auch im Leistungsfahrbetrieb in Steinbrüchen mit steilen Ausfahrten einzusetzen, wurden sie mit speziell entwickelten Motorkippwagen betrieben, die von der Lok ferngesteuert werden. Das letzte Betriebsfoto stammt aus dem Jahr 2014.
Einige Maschinen wurden mit einem zusätzlichen Dieselmotor als Zweikraftlokomotive umgerüstet, um unabhängig von der Fahrdrahtausrüstung zu sein.

## Technik

### Mechanik
Die Lokomotiven sind nach dem schon vor dem Ersten Weltkrieg ausgeführten Schema von Tagebaulokomotiven mit Brückenrahmen, zwei Drehgestellen und dem Führerstand in der Mitte zwischen zwei Vorbauten gebaut.
Der Rahmen, die Drehgestelle und Aufbauten sind in Schweißkonstruktion hergestellt. Die elektrischen Fahrmotoren sind mit Tatzlagerantrieb ausgerüstet, der Zahnradantrieb ist einseitig. Die Zahnräder sind direkt auf die Achse aufgeschrumpft. Die direkte Federung der Achslager wird mit Blattfedern ausgeführt. Bei dem Drehgestell unter den Motorkompressoren mit Elektromotoren sind die beiden Blattfedern noch durch eine zusätzliche Blattfeder mit Ausgleichswirkung verbunden. Für die sekundäre Federung werden Schraubenfedern verwendet. Es gibt eine Zwischenverbindung zwischen den Drehgestellen, sie besteht im Prinzip aus Verbindungsstangen mit Zwischenbolzen. Die Räder der Lokomotive sind mit Zylinderrollenlager in den Drehgestellen gelagert. Sie ist mit der Automatischen Mittelpufferkupplung System SA 3 ausgerüstet. Jedes Drehgestell ist mit einem Bremszylinder ausgestattet, über ein Bremsgestänge werden die Klötze der Klotzbremse an die Radreifen gedrückt. Je Drehgestell sind vier Sandkästen vorhanden, damit werden die jeweils führenden Räder eines Drehgestelles von vorn gesandet.

### Elektrische Ausrüstung
Die Lokomotiven waren ursprünglich für ein Spannungssystem von 1650 V Gleichspannung ausgelegt, später wurde die Spannung einheitlich mit anderen Konstruktionen auf 1500 V festgelegt. Der Hauptteil der elektrischen Ausrüstung befindet sich in den beiden Vorbauten vor dem Führerstand. In einem ist die elektrische Steuerung der Lokomotive, im anderen zwei Motorkompressoren mit Elektromotor und der Lüfter mit Elektromotor für die Kühlung der elektrischen Geräte sowie ein Generator untergebracht. Die elektrischen Fahrmotoren eines Drehgestelles sind dauerhaft in Reihe geschaltet. Gesteuert wird die Lokomotive in den Stufen 1–16 in Reihe, von der 17. bis 27. Stufe in Parallelschaltung und in der letzten Stufe in Shuntsteuerung. Die Umsteuerung geschieht automatisch durch Schütze. Die elektrischen Bremse besitzt 15 Bremsstufen.